# Конвой №4502
Конвой № 4502 — японський конвой часів Другої світової війни, проведення якого відбувалось у травні 1943-го.
Вихідним пунктом конвою був атол Трук у центральній частині Каролінських островів, де ще до війни створили потужну базу японського ВМФ, з якої до лютого 1944-го провадились операції в цілому ряді архіпелагів. Пунктом призначення стала Токійська затока, порти якої під час війни перетворили на базові логістики Труку.
До конвою, що вийшов у море 2 травня 1943-го, увійшли гідроавіаносець «Кікукава-Мару» (з березня 1943-го курсував між Японією та Океанією як авіатранспорт), транспорти «Амагісан-Мару» і «Теньо-Мару № 2 Го» (Tenyo Maru No. 2 Go), тоді як ескорт забезпечував кайбокан (фрегат) «Окі».
Маршрут загону пролягав через кілька традиційних районів патрулювання американських підводних човнів, які зазвичай діяли на підходах до Труку, біля Маріанських островів, островів Огасавара та поблизу східного узбережжя Японського архіпелагу. Втім, у підсумку проходження конвою № 4502 відбулось успішно і 10 травня він без інцидентів досягнув Йокосуки.